# Стайлс (Пенсільванія)
Стайлс (англ. Stiles) — переписна місцевість (CDP) в США, в окрузі Лігай штату Пенсільванія. Населення — 1070 осіб (2020).

## Географія
Стайлс розташований за координатами 40°39′59″ пн. ш. 75°30′25″ зх. д. / 40.66639° пн. ш. 75.50694° зх. д. (40.666254, -75.506970).  За даними Бюро перепису населення США в 2010 році переписна місцевість мала площу 0,56 км², з яких 0,56 км² — суходіл та 0,00 км² — водойми.

## Демографія
Згідно з переписом 2010 року, у переписній місцевості мешкало 1113 осіб у 416 домогосподарствах у складі 308 родин. Густота населення становила 1990 осіб/км².  Було 426 помешкань (762/км²).
Расовий склад населення:
| - 88,4 % — білих - 3,1 % — чорних або афроамериканців - 2,4 % — азіатів - 0,4 % — корінних американців - 4,4 % — осіб інших рас |

До двох чи більше рас належало 1,2 %. Частка іспаномовних становила 9,3 % від усіх жителів.
За віковим діапазоном населення розподілялося таким чином: 24,2 % — особи молодші 18 років, 60,8 % — особи у віці 18—64 років, 15,0 % — особи у віці 65 років та старші. Медіана віку мешканця становила 41,8 року. На 100 осіб жіночої статі у переписній місцевості припадало 92,6 чоловіків;  на 100 жінок у віці від 18 років та старших — 88,8 чоловіків також старших 18 років.
Середній дохід на одне домашнє господарство  становив 66 621 долар США (медіана — 54 175), а середній дохід на одну сім'ю — 72 949 доларів (медіана — 56 786). Медіана доходів становила 42 039 доларів для чоловіків та 36 513 долари для жінок. 
Цивільне працевлаштоване населення становило 649 осіб. Основні галузі зайнятості: освіта, охорона здоров'я та соціальна допомога — 25,4 %, роздрібна торгівля — 15,7 %, виробництво — 12,5 %.